# 데즈먼드 투투

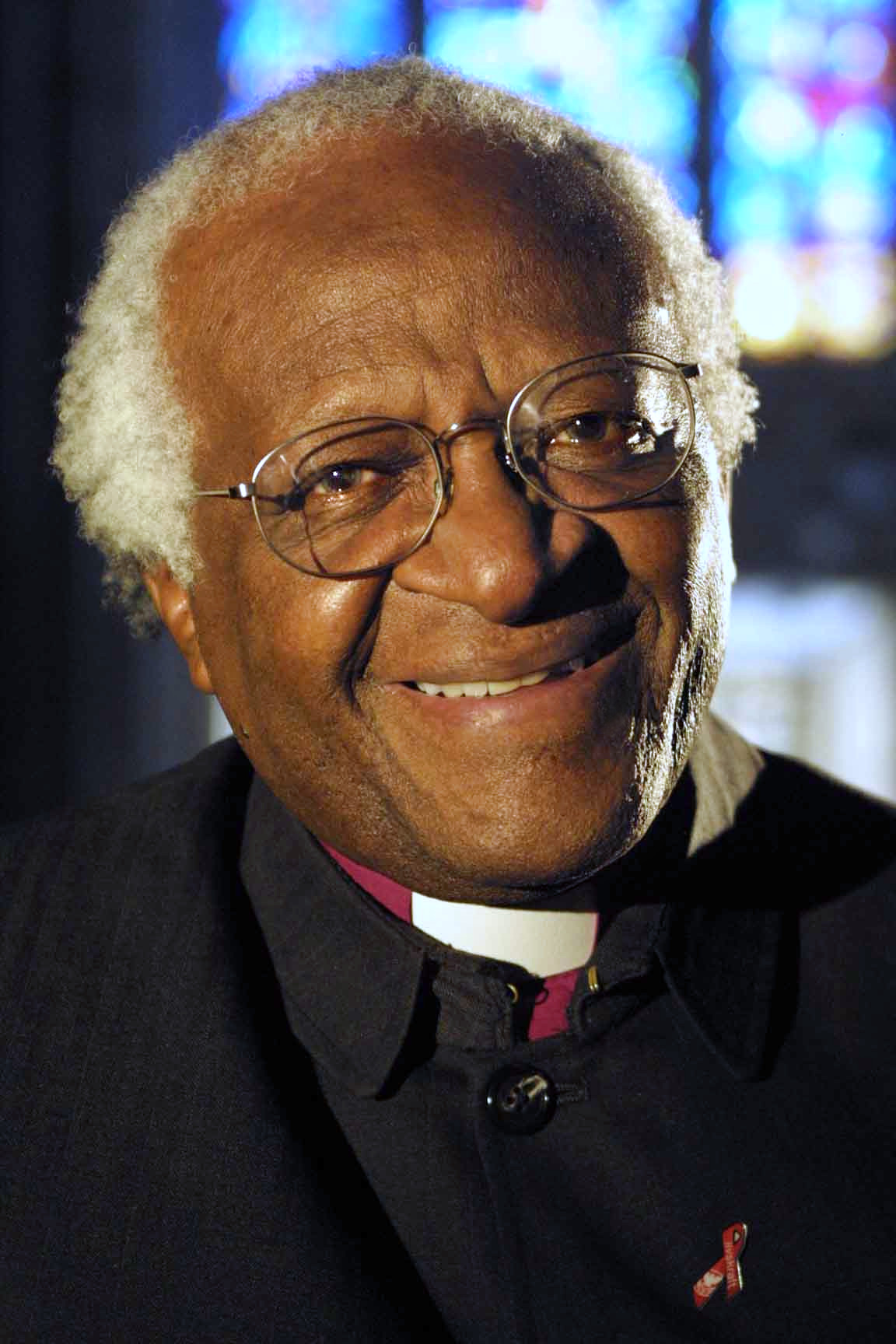
데즈먼드 투투 대주교

데즈먼드 음필로 투투(영어: Desmond Mpilo Tutu, 1931년 10월 7일~2021년 12월 26일)는 남아프리카 공화국 성공회(영어: Anglican Church of South Africa)의 대주교였다.

## 경력

### 예언자적 기독교인
투투는 런던 대학교에서 공부했는데, 유학생 시절 흑인과 백인 모두 줄을 선 차례대로 서비스를 받을 수 있는 영국 은행의 공정함을 보면서 거주지, 거주 이전의 자유, 직업 모두에서 차별받는 남아공의 극심한 인종차별의 부당성을 생각했다고 전해진다. 그 근거로 투투 대주교는 저서 《용서없이 미래없다》에서 남아공의 인종차별이 얼마나 심각했는지를, 개신교 모두 인종차별에 저항하기는커녕 어떻게 순응하거나 정당화했는지를 말한다. 투투 대주교의 장모님이 "백인 기독교인들이 흑인들에게 친절하다면, 나도 하느님을 믿을 것이야"라는 말씀을 하셨다는 일화는 인종차별을 받는 흑인들의 현실을 함축한다. 1961년 성공회 사제가 되었다. 1980년대 남아공 교회협의회의 인종차별 반대운동을 주도하였으며, 1994년 흑백연합정부가 수립된 후에는 진실과 화해위원회(TRC) 위원장으로 활동했다. 남아프리카공화국 성공회 케이프타운 교구 전 교구장을 역임하였다. 남아공 최초의 최초의 흑인 성공회 주교에 이어 최초의 흑인 대주교에도 올라 남아공의 성공회 교회 수장이었다. 1984년 남아프리카 공화국 내부의 인종차별 반대 운동에 대한 공로로 노벨 평화상을 수상하였다.
2021년 12월 26일 숙환으로 선종하였다.

### 저서
저서로는 데즈먼드 투투 대주교가 의장으로 참여한 진실과 화해위원회의 과거사 청산 과정을 자세히 설명함으로써 과거사 청산이 철저한 진상조사와 용서가 실천될 때에 가능함을 주장한《용서 없이 미래 없다》가 있다.

## 같이 보기
- 성공회
- 노벨 평화상
- 왕가리 마타이
- 넬슨 만델라